# Lista de vereadores de Nilópolis
Esta é a lista de vereadores de Nilópolis, município brasileiro do estado do Rio de Janeiro.
A Câmara Municipal de Nilópolis, é formada por doze representantes. Está situada na Rua Nicolau Cobelas, 01 - Centro, Nilópolis.

## 19ª Legislatura (2021–2024)
Estes são os vereadores eleitos nas eleições de 15 de novembro de 2020, pelo período de 1° de janeiro de 2021 a 31 de dezembro de 2024:
| Mesa Diretora (2021-2022)       |                       |                        |                           |
| Nome                            | Início do mandato     | Fim do mandato         | Cargo                     |
| Rafael Pereira Nobre (PTB)      | 1º de janeiro de 2021 | 31 de dezembro de 2022 | Presidente da Câmara      |
| Mauro Rogério N. de Jesus (PSD) | 1º de janeiro de 2021 | 31 de dezembro de 2022 | Vice-presidente da Câmara |
| Álvaro Cunha Ramos (AVANTE)     | 1º de janeiro de 2021 | 31 de dezembro de 2022 | 1º Secretário             |
| Rafael Santos de Oliveira (SD)  | 1º de janeiro de 2021 | 31 de dezembro de 2022 | 2º Secretário             |

|    | Nome                                                                                  | Partido                              | Votos | %    | Observações |
| -- | ------------------------------------------------------------------------------------- | ------------------------------------ | ----- | ---- | ----------- |
| 1  | Rafael Pereira Nobre (2021-2022) (Nilópolis, 15.04.1983–)                             | Partido Trabalhista Brasileiro (PTB) | 4.020 | 4,61 | 2º mandato  |
| 2  | Edvan Gomes da Silva, Russão Gomes (Nilópolis, 25.10.1973–)                           | Partido Liberal (PL)                 | 3.235 | 3,71 | 1º mandato  |
| 3  | Wagner Pereira de Almeida, Farrusquinha (Rio de Janeiro, 25.03.1976–)                 | AVANTE                               | 2.645 | 3,03 | 2º mandato  |
| 4  | José Diamantino Duarte Ribeiro, Zé Ribeiro (Nilópolis, 04.04.1950–)                   | Partido Liberal (PL)                 | 2.607 | 2,99 | 2º mandato  |
| 5  | Jorge Luiz Scalise Xavier, Jorginho Scalise (Rio de Janeiro, 26.05.1968–)             | Partido Trabalhista Brasileiro (PTB) | 2.448 | 2,81 | 1º mandato  |
| 6  | Mauro Rogério Nascimento de Jesus, Maurinho do Paiol (Rio de Janeiro, 14.04.1971–)    | Partido Social Democrático (PSD)     | 2.323 | 2,66 | 2º mandato  |
| 7  | Luiz Carlos de Souza, Farol do Paiol (Nilópolis, 16.08.1971–)                         | Partido Trabalhista Brasileiro (PTB) | 2.200 | 2,52 | 1º mandato  |
| 8  | Leandro Cardoso Hungria (Nilópolis, 12.06.1984–)                                      | Solidariedade (SD)                   | 2.036 | 2,33 | 1º mandato  |
| 9  | Rafael Santos de Oliveira, Rafael Régis (Nilópolis, 25.05.1983–)                      | Solidariedade (SD)                   | 1.950 | 2,24 | 1º mandato  |
| 10 | Marcos Cezar Barros de Castro Junior, Marquinho Trembão (Rio de Janeiro, 31.10.1980–) | Partido Socialista Brasileiro (PSB)  | 1.839 | 2,11 | 2º mandato  |
| 11 | Álvaro Cunha Ramos, Alvinho (Rio de Janeiro, 10.12.1961–)                             | AVANTE                               | 1.653 | 1,89 | 1º mandato  |
| 12 | Anderson da Silva de Campos (Rio de Janeiro, 07.04.1994–)                             | REPUBLICANOS                         | 1.486 | 1,70 | 1º mandato  |

## 18ª Legislatura (2017–2020)
Estes são os vereadores eleitos nas eleições de 2 de outubro de 2016, pelo período de 1° de janeiro de 2017 a 31 de dezembro de 2020:
|    | Nome                                                                             | Partido                                            | Votos | %    | Observações |
| -- | -------------------------------------------------------------------------------- | -------------------------------------------------- | ----- | ---- | ----------- |
| 1  | Rafael Pereira Nobre (Nilópolis, 15.04.1983–)                                    | Partido Progressista (PP)                          | 2.773 | 2,74 | 1º mandato  |
| 2  | José Diamantino Duarte Ribeiro, Zé Ribeiro (Nilópolis, 04.04.1950–)              | Partido da Mobilização Nacional (PMN)              | 2.585 | 2,55 | 1º mandato  |
| 3  | Mauro Rogério Nascimento de Jesus, Maurinho (Nilópolis, 14.04.1971–)             | Partido Socialista Brasileiro (PSB)                | 2.503 | 2,47 | 1º mandato  |
| 4  | Pedro Alfredo Perigolo (Nilópolis, 27.05.1948–)                                  | Partido do Movimento Democrático Brasileiro (PMDB) | 2.377 | 2,35 | 1º mandato  |
| 5  | Wagner Pereira de Almeida, Farrusquinha (Nilópolis, 25.03.1976–)                 | Partido Humanista da Solidariedade (PHS)           | 2.376 | 2,35 | 1º mandato  |
| 6  | Jorge Henrique da Costa Nunes, Dedinho (2017-2020) (Nilópolis, 06.12.1968–)      | Solidariedade (SD)                                 | 2.347 | 2,32 | 1º mandato  |
| 7  | Marcos Cezar Barros de Castro Junior, Marquinho Trembão (Nilópolis, 31.10.1980–) | Partido dos Trabalhadores (PT)                     | 2.272 | 2,25 | 1º mandato  |
| 8  | Abraão David Neto, Abraãozinho David (Nilópolis, 13.07.1980–)                    | Partido Social Democrático (PSD)                   | 2.242 | 2,22 | 1º mandato  |
| 9  | Roberto de Barros Batista, Betinho Batista (Nilópolis, 04.03.1969–)              | Partido Trabalhista Brasileiro (PTB)               | 1.975 | 1,95 | 1º mandato  |
| 10 | Jorge Moreira da Silva, Jorjão (São João de Meriti, 17.04.1964–)                 | Partido Republicano da Ordem Social (PROS)         | 1.957 | 1,93 | 1º mandato  |
| 11 | Douglas Alexandre da Silva, Bola Galego (Nilópolis, 07.10.1978–)                 | Partido do Movimento Democrático Brasileiro (PMDB) | 1.838 | 1,82 | 1º mandato  |
| 12 | Jorge Luiz Pacheco Eloy (Rio de Janeiro, 25.09.1963–)                            | Partido Trabalhista do Brasil (PTdoB)              | 1.761 | 1,74 | 1º mandato  |

## Legenda
| Cor  | Significado          |
| Bege | Presidente da Câmara |
| Azul | Suplente             |